# Torneo de Nanchang
El Torneo de Nanchang o Jiangxi Open es un torneo de tenis profesional femenino jugado en canchas duras al aire libre. El evento inició como un torneo WTA 125s, a partir del 2016 pasó a ser un torneo International. Actualmente es un torneo WTA 250. En 2024 se celebró en la ciudad Jiangxi.

## Campeonas

### Individual
| Años | Campeona           | Subcampeona    | Resultado           |
| ---- | ------------------ | -------------- | ------------------- |
| 2016 | Yingying Duan      | Vania King     | 1-6, 6-4, 6-2       |
| 2017 | Shuai Peng         | Nao Hibino     | 6-3, 6-2            |
| 2018 | Qiang Wang         | Saisai Zheng   | 7-5, 4-0, ret.      |
| 2019 | Rebecca Peterson   | Elena Rybakina | 6-2, 6-0            |
| 2020 | No Celebrado       | No Celebrado   | No Celebrado        |
| 2021 | No Celebrado       | No Celebrado   | No Celebrado        |
| 2022 | No Celebrado       | No Celebrado   | No Celebrado        |
| 2023 | Kateřina Siniaková | Marie Bouzková | 1-6, 7-6(5), 7-6(4) |

### Dobles
| Años | Campeonas                       | Subcampeonas                      | Resultado            |
| ---- | ------------------------------- | --------------------------------- | -------------------- |
| 2016 | Chen Liang Lu Jingjing          | Shuko Aoyama Makoto Ninomiya      | 3-6, 7-6(2), [13-11] |
| 2017 | Jiang Xinyu Tang Qianhui        | Alla Kudryavtseva Arina Rodionova | 6-3, 6-2             |
| 2018 | Jiang Xinyu Tang Qianhui        | Lu Jingjing Xiaodi You            | 6-4, 6-4             |
| 2019 | Wang Xinyu Lin Zhu              | Shuai Peng Shuai Zhang            | 6-2, 7-6(5)          |
| 2020 | No Celebrado                    | No Celebrado                      | No Celebrado         |
| 2021 | No Celebrado                    | No Celebrado                      | No Celebrado         |
| 2022 | No Celebrado                    | No Celebrado                      | No Celebrado         |
| 2023 | Laura Siegemund Vera Zvonariova | Eri Hozumi Makoto Ninomiya        | 6-2, 7-6(5)          |

## 125s WTA

### Individuales
| Años | Campeona        | Subcampeona    | Resultado   |
| ---- | --------------- | -------------- | ----------- |
| 2014 | Shuai Peng      | Liu Fangzhou   | 6–2, 7–6(3) |
| 2015 | Jelena Janković | Kai-Chen Chang | 6-3, 7-6(6) |

### Dobles
| Años | Campeonas                       | Subcampeonas             | Resultado        |
| ---- | ------------------------------- | ------------------------ | ---------------- |
| 2014 | Chia-Jung Chuang Junri Namigata | Chan Chin-wei Xu Yifan   | 7–6(4), 6–3      |
| 2015 | Kai-Chen Chang Saisai Zheng     | Chan Chin-wei Yafan Wang | 6-3, 4-6, [10-3] |